# Vrachonisída Astakidópoulo
Vrachonisída Astakidópoulo är en ö i Grekland.   Den ligger i prefekturen Nomós Dodekanísou och regionen Sydegeiska öarna, i den sydöstra delen av landet, 400 km sydost om huvudstaden Aten. Arean är 0,20 kvadratkilometer.
Terrängen på Vrachonisída Astakidópoulo är platt. Den sträcker sig 0,6 kilometer i nord-sydlig riktning, och 0,6 kilometer i öst-västlig riktning.